# Cassano allo Ionio
Cassano all'Ionio (también, Cassano All'Ionio) un municipio situado en la provincia de Cosenza, en Calabria (Italia). Tiene una población estimada, a fines de mayo de 2024, de 16 373 habitantes.

## Demografía
| Gráfica de evolución demográfica de Cassano allo Ionio entre 1861 y 2024 |
|                                                                          |
| Fuente: ISTAT - Elaboración gráfica a cargo de Wikipedia                 |